# Mellangärdesnerven

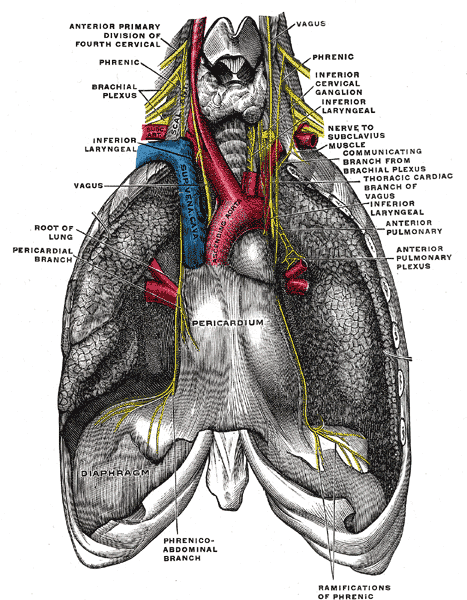
Bild från Gray's Anatomy, mellangärdesnerven (Phrenic nerve) syns uppe till höger.

Mellangärdesnerven (latin: nervus phrenicus) innerverar diafragman och utgår främst från fjärde cervikalnerven, med viss innervering från femte och tredje cervikalnerverna. Den är viktig för att styra diafragmans rörelser, framför allt under andning. Skador på mellangärdesnerven omöjliggör normal andning.